# オンオフ変調
オンオフ変調（オンオフへんちょう、英語: on-off-keying、略号：OOK、オンオフキーイング）は、搬送波の有無によりデジタルデータを表す変調方式の一種であり、振幅偏移変調の最も単純な形式である。最も単純な形式として、ある時刻における搬送波の存在は、バイナリーで1を表し、ある時刻における搬送波の欠如（存在しない状態）は、バイナリーで0を表す。より複雑な手法として、追加情報を与えるため、オン、オフの長さを変化させる場合（例：モールス信号）もある。
オン･オフ変調は無線周波数におけるモールス信号の送信に使用される（連続波を参照）。このモールス信号は基礎的なデジタル復調回路も使用されていない。また、OOKはコンピュータ間のISMバンドでのデータ送受信に使用される。
OOKは搬送波の振幅を大きく変化させるため、スペクトル効率は良くない。低速から中速の転送速度では、搬送波振幅の立ち上がりと立ち下がりを調整することにより効率等を緩和することができる。より高速では、より効率的な変調方式（例えば、周波数偏移変調等）が通常使用される。
また、RF（無線周波数）の場合に加え、OOKは光通信システムにおいても使用される（例えば、IrDA）。